# 菊谷和宏
菊谷 和宏（きくたに かずひろ、1969年 - ）は、日本の社会学者。専門は、社会学・社会学史・社会理論・社会思想史。一橋大学大学院社会学研究科教授。

## 人物
愛知県名古屋市生まれ。愛知県立千種高等学校を経て、1991年一橋大学社会学部社会理論課程卒、93年同大学院社会学研究科社会学専攻修士課程修了、日本学術振興会特別研究員、社会科学高等研究院DEA課程留学を経て、98年一橋大学大学院社会学研究科社会学専攻博士後期課程単位取得満期退学。2004年「トクヴィルとデュルケーム 社会学的人間観/社会観の歴史的形成と生の意味喪失」で一橋大学より博士（社会学）の学位を取得。審査員は矢澤修次郎、平子友長、深澤英隆。
1998年和歌山大学経済学部専任講師、2000年助教授、2007年准教授、2008年教授。日仏社会学会常務理事。2005年第6回日本社会学史学会奨励賞受賞。2009年パリ第7大学招聘研究員及びユーロメッド マネジメント（現ケッジビジネススクール）客員研究員。2016年一橋大学大学院社会学研究科総合社会科学専攻社会動態研究分野（社会学）教授。

## 著書
- 『トクヴィルとデュルケーム－社会学的人間観と生の意味－』（東信堂、2005年）。第6回日本社会学史学会奨励賞受賞
- 『「社会」の誕生　トクヴィル、デュルケーム、ベルクソンの社会思想史』（講談社選書メチエ、2011年）
- 『「社会（コンヴィヴィアリテ）」のない国、日本—ドレフュス事件・大逆事件と荷風の悲嘆』（講談社選書メチエ、2015年）

### 訳書
- エミール・デュルケーム『社会学的方法の規準』講談社学術文庫、2018年